# Órbita em caixa
Na dinâmica estelar, uma órbita em caixa se refere a um tipo particular de órbita que pode ser vista em sistemas triaxiais, ou seja, sistemas que não possuem uma simetria em torno de nenhum de seus eixos. Eles contrastam com as órbitas em loop que são observadas em sistemas esfericamente simétricos ou axissimétricos.
Em uma órbita em caixa, uma estrela oscila independentemente ao longo dos três eixos diferentes à medida que se move pelo sistema. Como resultado desse movimento, ele preenche uma região do espaço (aproximadamente) em forma de caixa. Ao contrário das órbitas em loop, as estrelas nas órbitas em caixa podem aproximar-se arbitrariamente do centro do sistema. Como um caso especial, se as frequências de oscilação em diferentes direções forem proporcionais, a órbita ficará em uma variedade unidimensional ou bidimensional e pode evitar o centro.
| Início de uma órbita em caixa | Muitos ciclos de uma órbita em caixa | Órbita em caixa fechada |
| Início de uma órbita em caixa | Muitos ciclos de uma órbita em caixa | Órbita em caixa fechada |